# Thunder Force V

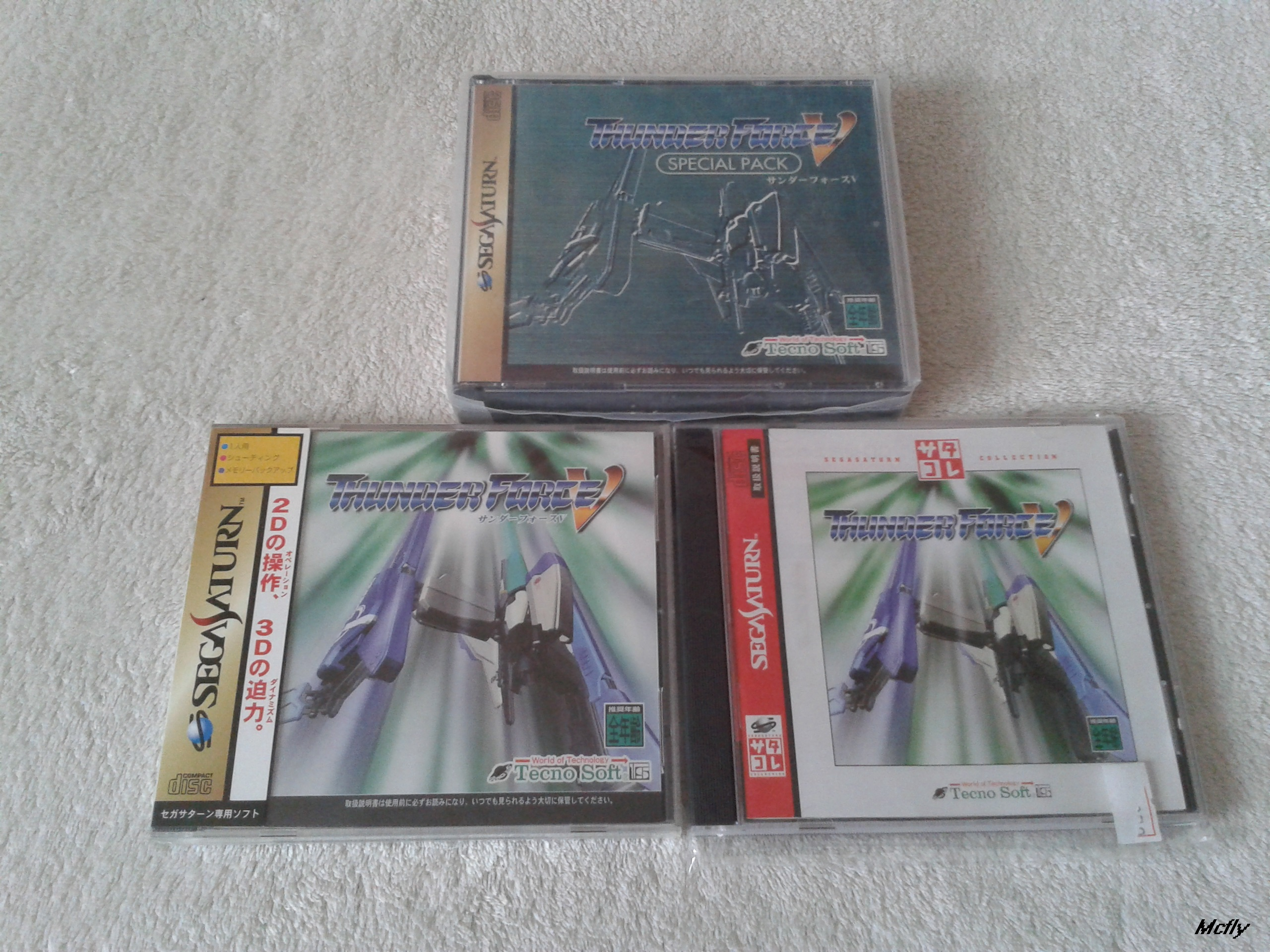
Thunder Force V

Thunder Force V es un videojuego japonés de 1997 de disparos en desplazamiento lateral desarrollado por Technosoft para la videoconsola Sega Saturn. Es el quinto juego en la serie Thunder Force. A diferencia de los anteriores juegos en la serie, Thunder Force V utiliza polígonos graficados por ordenador para modelar las grandes naves enemigas y algunos escenarios en conjunto con la adición de sprites. En 1998, Thunder Force V fue presentado en la videoconsola PlayStation como Thunder Force V: Perfect System.

## Gameplay
Thunder Force V es un videojuego de  disparos en desplazamiento lateral. Está presentado en una perspectiva en 2.5D, con entornos renderizados en 3D y gameplay en el plano 2D-. El jugador controla una nave espacial llamada The Gauntlet en su misión para destruir a The Guardian, una supercomputadora que se volvió impredecible después de descifrar el código de una nave espacial. Hay siete niveles en total, y los tres primeros pueden ser seleccionados en cualquier orden. Los niveles avanzan automáticamente, con el jugador teniendo movimiento libre. Su modo de juego es similar a la de su predecesor Thunder Force IV; los jugadores tienen que destruir formaciones de enemigos en constante movimiento y esquivar sus proyectiles así como también esquivar los obstáculos que van apareciendo. Un jefe concluye el fin de una etapa.
Como en los anteriores juegos de Thunder Force, el jugador tiene un arma especial llamada "CRAW" que lanza disparos adicionales y absorbe tiros del enemigo. Thunder Force V permite el uso de tres CRAW en lugar de dos como sus predecesores, y estarán presentes en la pantalla por un periodo finito de tiempo para que el jugador pueda recolectarlos. El CRAW también puede ser combinado con el arma actual en uso por el jugador para crear una versión más potente llamada "Over Weapon". Las Over Weapons pueden ser utilizadas por una cantidad limitada de tiempo antes de que se reviertan a su estado original. El crear Over Weapons consume la energía CRAW, la cual se indica por su cambio de color. La energía puede ser repuesta al recolectar CRAW adicional o al esperar a que se recarguen.

## Lanzamiento
Thunder Force V fue lanzado en Japón para la videoconsola Sega Saturn el 11 de julio de 1997. Había dos versiones minoristas, el pack normal, y un pack especial el cual contenía un CD remix de varias pistas musicales titulado Best of Thunder Force, que posteriormente fue lanzado por separado. La versión de Sega Saturn nunca fue lanzada fuera de Japón. Sega Europa tomó en consideración una versión de preproducción, y decidió no publicar el juego. Electronic Gaming Monthly instó a sus lectores a decir a Sega of America que publiquen el juego en los Estados Unidos, pero nunca fue lanzado allí tampoco.
Thunder Force V fue trasladado a la PlayStation y lanzado en 1998 como Thunder Force V: Perfect System. Fue publicado en América del Norte por Working Designs bajo el sello SPAZ. La versión de PlayStation contiene niveles adicionales, ilustraciones de alta resolución, secuencias de películas generadas por computadora y un Modo Contrarreloj (Time Attack Mode).

## Recepción
Next Generation revisó el juego en la versión de PlayStation, valorándolo con dos estrellas de un total de cinco, y declaró que "Su gameplay es más que tonto, pero al menos es difícil. Si hay algo de gracia aquí, entonces es esto: Thunder Force te lleva atrás en el tiempo cuando los juegos no eran tan buenos como lo son ahora."
James Mielke de GameSpot le dio a la versión de PlayStation una puntuación de 8.2/10, declarando, "es tan bueno como Raystorm o G-Darius y fuerte competidor de Einhander, Thunder Force V es el sueño de un videojugador de disparos."
La publicación japonesa de juegos Famitsu dio a la versión de Sega Saturn una calificación de 28 sobre 40, y a la versión de PlayStation una puntuación de 31 sobre 40.
Retrospectivamente en 2007, Rob Fahey de Eurogamer dijo que mientras no era tan refinado o "absolutamente fantástico" como Einhänder o Radiant Silvergun, Thunder Force V era aún un buen juego de disparos con una mecánica bien implementada. Fahey alabó particularmente al CRAW por ser el "enganche" del juego, y también le gustó su diseño de niveles y sus "perfectamente afinadas" peleas contra los jefes. Lo describía siendo: "Un juego de disparos muy sólido, en otras palabras, merece más crédito que el que recibió - sobre todo porque no cualquier juego de disparos con jefes llamados Deep Purple o Iron Maiden quedan bien en nuestro libro". En 2010, Paul Brownlee de Hardcore Gaming 101 dijo que Thunder Force V tuvo una gran banda sonora y un buen gameplay, pero que fue ligeramente obstaculizado por los modelos visuales y en 3D que no envejecieron bien. Argumentó que uno de los puntos fuertes del juego era sus batallas contra los jefes por sus diseños frescos y acompañamientos musicales, algunos de los cuales están basados en aquellos de juegos previos de Thunder Force. Brownlee comparó las dos versiones del juego, y declaró que ninguno de ellos era mejor que el otro;  dijo que mientras la versión de Saturn tuvo fondos más detallados y que la versión de PlayStation tuvo mejores texturas, ninguno de ellos tuvo buenas gráficas a la larga.